# Communauté de communes des Cévennes Gangeoises et Suménoises
Die Communauté de communes des Cévennes Gangeoises et Suménoises ist ein französischer Gemeindeverband mit der Rechtsform einer Communauté de communes in den Départements Hérault und Gard der Region Okzitanien. Sie wurde am 31. Dezember 1999 gegründet und umfasst 13 Gemeinden. Der Verwaltungssitz befindet sich im Ort Ganges. Die Besonderheit liegt in der Département-übergreifenden Strukturierung der Gemeinden.

## Mitgliedsgemeinden
| Gemeinde                                                     | Einwohner 1. Januar 2022 | Fläche km² | Dichte Einw./km² | Code INSEE | Postleitzahl | Département |
| ------------------------------------------------------------ | ------------------------ | ---------- | ---------------- | ---------- | ------------ | ----------- |
| Agonès                                                       | 312                      | 4,16       | 75               | 34005      | 34190        | Hérault     |
| Brissac                                                      | 592                      | 44,13      | 13               | 34042      | 34190        | Hérault     |
| Cazilhac                                                     | 1.583                    | 11,69      | 135              | 34067      | 34190        | Hérault     |
| Ganges                                                       | 3.854                    | 7,16       | 538              | 34111      | 34190        | Hérault     |
| Gorniès                                                      | 107                      | 29,31      | 4                | 34115      | 34190        | Hérault     |
| Laroque                                                      | 1.670                    | 6,63       | 252              | 34128      | 34190        | Hérault     |
| Montoulieu                                                   | 183                      | 16,10      | 11               | 34171      | 34190        | Hérault     |
| Moulès-et-Baucels                                            | 855                      | 22,78      | 38               | 34174      | 34190        | Hérault     |
| Saint-Bauzille-de-Putois                                     | 1.839                    | 18,16      | 101              | 34243      | 34190        | Hérault     |
| Saint-Julien-de-la-Nef                                       | 145                      | 8,83       | 16               | 30272      | 30440        | Gard        |
| Saint-Martial                                                | 182                      | 17,16      | 11               | 30283      | 30440        | Gard        |
| Saint-Roman-de-Codières                                      | 166                      | 18,43      | 9                | 30296      | 30440        | Gard        |
| Sumène                                                       | 1.239                    | 36,59      | 34               | 30325      | 30440        | Gard        |
| Communauté de communes des Cévennes Gangeoises et Suménoises | 12.727                   | 241,13     | 53               | –          | –            | –           |